# Trifolium microcephalum
Trifolium microcephalum là một loài cỏ thuộc chi Cỏ ba lá. Nó là loài bản địa Bắc Mỹ từ nam Alaska và British Columbia đến California và Arizona, nơi nó xuất hiện ở nhiều môi trường sống khác nhau, trở nên phổ biến và nhiều ở vài nơi.

## Hình ảnh

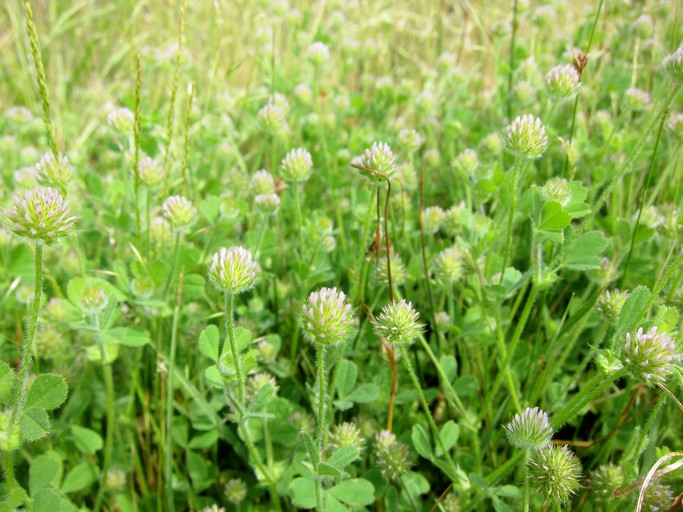
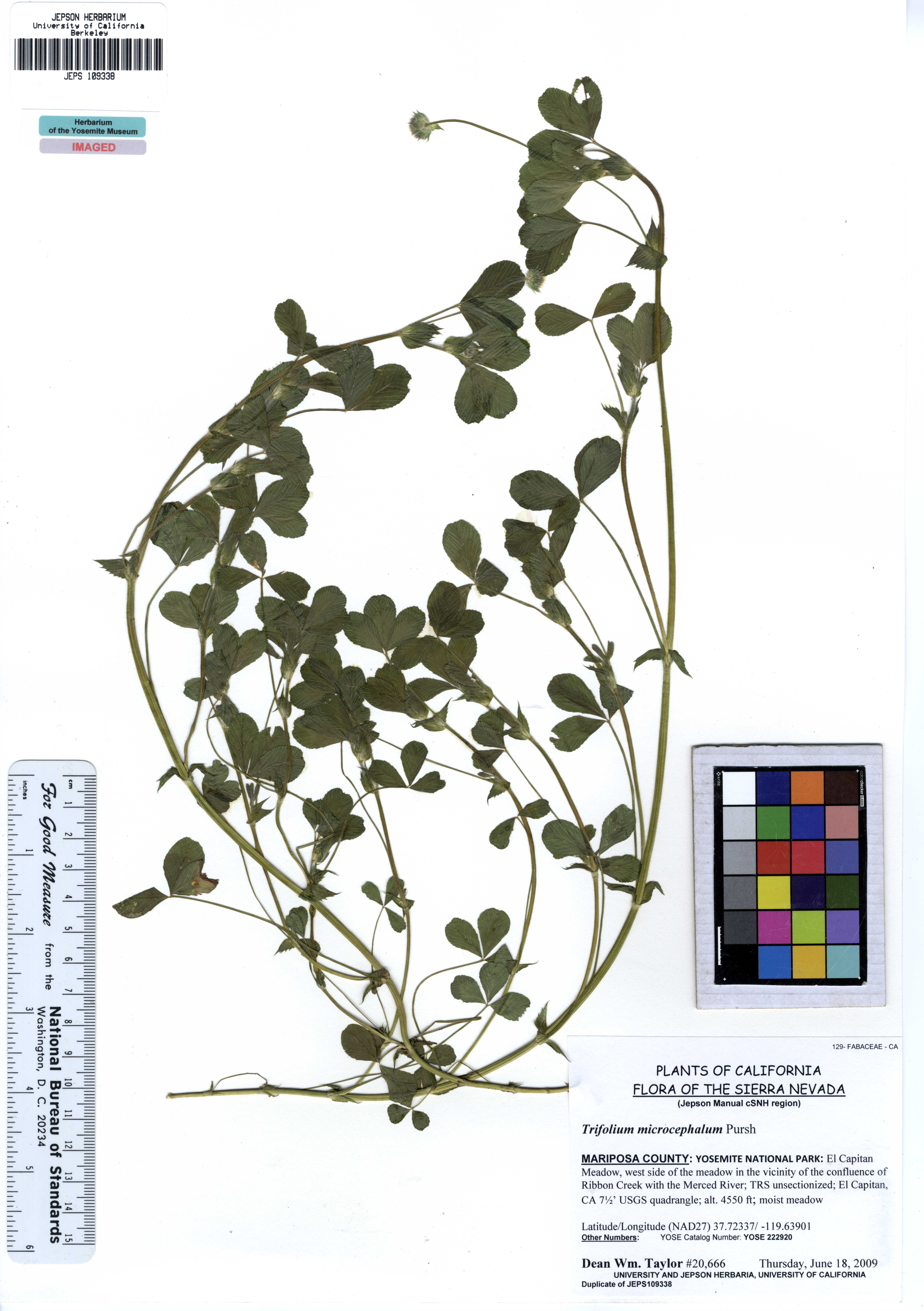